# Eliza (jeu vidéo)
Pour les articles homonymes, voir Eliza.
Eliza est un jeu vidéo de type visual novel — roman vidéoludique en français — développé par Zachtronics, sorti sur Microsoft Windows, macOS et Linux le 12 août 2019, et sur Nintendo Switch le 10 octobre 2019.

## Résumé
Eliza est un visual novel à propos d'un programme d'IA de consultation psychologique, des personnes qui le développent et de celles qui l'utilisent. 
Après avoir abandonné sa brillante carrière en technologie et après une mystérieuse absence de trois ans, Evelyn Ishino-Aubrey refait surface en travaillant comme proxy pour une application de conseil virtuelle appelée Eliza. Son travail consiste uniquement à lire un script qui lui a été fourni en temps réel par une IA, ne lui laissant aucune autonomie par rapport à ce qu'elle dit. Eliza est-elle une merveille technologique qui apporte une thérapie à ceux qui autrement ne pourraient pas y accéder ? Ou est-ce un remplacement inefficace et un autre vecteur pour que les entreprises de technologie prennent le contrôle de nos vies et de notre humanité ?

## Développement
Contrairement à la plupart des autres jeux de Zachtronics, dont le fondateur Zachary Barth a dirigé le développement, la production d'Eliza fut dirigée par Matthew Seiji Burns, qui avait alors rejoint Zachtronics en tant qu'écrivain et compositeur de musique. Avant de rejoindre Zachtronics, Burns travaillait chez Treyarch et 343 Industries, et avait traversé des épisodes de « crunch » qui l'avait mené au bord de l'épuisement.
C'est à la suite de ces épisodes que Burns a décidé de développer un jeu sur l'épuisement professionnel qui refléterait ses propres expériences.
Eliza a été annoncé début août 2019 et publiée le 12 août 2019 sur Microsoft Windows, macOS et Linux. Une version pour la Nintendo Switch a emboîté le pas le 10 octobre 2019.

## Accueil
Eliza a reçu des critiques « généralement favorables » selon l'agrégateur de critiques Metacritic.

## Version française
La localisation française d'Eliza — traduit depuis l'anglais par Briac Pilpré, Pierre Texier, Alexis Barroso et Joël Dongmo Dontia — fut publiée sur Steam le 20 août 2020.

### Récompenses
Le jeu a été nommé pour le « meilleur Storytelling » aux Golden Joystick Awards 2019, ainsi que pour le grand prix Seumas-McNally et pour l'« excellence dans le récit » aux Independent Games Festival Awards.